# Isländer Brücke
Die Isländer Brücke ist eine Straßenbrücke über die Wupper im Wuppertaler Stadtteil Elberfeld. Die Stahlbrücke verbindet die Straße Islandufer südlich der Wupper mit dem nördlichen rechten Flussufer mit den Straßen Schlossbleiche und Wall. Die Straße, die als Einbahnstraße geregelt ist, ist seit dem 4. April 1905 mit in der Straße Wall einbezogen.
An dieser Stelle existierte schon mindestens seit 1759 eine Brücke, diese Holzbrücke wurde 1807 durch eine steinerne ersetzt und 1892 sowie 1928 erneuert. Der Name „Island“ und „Islandufer“ bezieht sich auf ein Wohnviertel, damals außerhalb des eigentlichen Elberfelder Stadtkerns. Dort wohnten Leibeigene der Burgherrschaft Burg Elberfeld und hatten die Aufgabe, die Schutzgräben der Burg eisfrei zu halten. Hier entstanden früher an strengen Wintertagen starke Eisbildungen. „Island“ leitet sich demnach von Eisland ab. In den Stadtplänen von Johann Merken 1760 und 1775 ist das Viertel auch mit Eißland und Eysland beschrieben.